# Голев, Яков Ильич
Яков Ильич Голев (1894, деревня Ситки Тульской губернии — 27 февраля, 1960, Москва) — советский государственный деятель, председатель правления Госбанка СССР.

## Биография
Родился в рабочей семье. Работал чертёжником, слесарем. В 1916 во время Первой мировой войны призван в армию. Служил в артиллерии. В 1918 вступил в РКП(б). С 1919 служил в Красной армии. В 1920—1922 член коллегии и заместитель Пятигорского продкомиссара. В 1922-24 заведующий Волоколамским уездным финотделом. С 1924 работал в аппарате Московского облфинотдела. В 1930—1933 годах — аспирант Научно-исследовательского колхозного института в Москве. В 1933, во время Голода в СССР, Голев был назначен председателем Государственной межрайонной комиссии по урожайности в Харькове, а в 1935 — уполномоченным Центральной госкомиссии по урожайности в городах Чернигове и Сталино.
С 1937 работал заместителем начальника планового отдела, начальником финансового сектора в Наркомате зерновых и животноводческих совхозов СССР. В 1939—1940 работал управляющим Сельхозбанком СССР. С 1940 заместитель наркома, в 1941—1945 1-й заместитель наркома финансов СССР. С 23.5.1945 по 23.3.1948 председатель правления Госбанка СССР. В 1948—1953 член коллегии Министерства финансов СССР и одновременно в 1946—1948 заместитель министра, а в 1948—1952 управляющий Сельхозбанком СССР. В 1953—1959 председатель правления Сельхозбанка СССР. В 1959 вышел на пенсию.

## Награды
- Орден Ленина
- Орден Трудового Красного Знамени

Использованы материалы сайта Банка России. Разрешение на использование.